# Rajmund Ziemski
Rajmund Romuald Ziemski (* 30. März 1930 in Radom; † 5. August 2005 in Warschau) war ein polnischer Maler und Kunsthochschullehrer.

## Leben
Ziemski studierte von 1949 bis 1955 an der Akademie der Bildenden Künste Warschau bei Artur Nacht-Samborski. Seit 1958 unterrichtete er an der gleichen Kunsthochschule bis zu seiner Emeritierung als Professor.
Sein Ausstellungsdebüt gab er 1955 bei der  Ausstellung Junger Künstler „Gegen den Krieg – Gegen den Faschismus“ im Warschauer Arsenal. Während der Tauwetterstimmung des „polnischen Oktobers“ schloss er sich den Künstlern um Marian Bogusz und dem Klub des Krummen Rades (Klub Krzywego Koła) an und stellte in der dortigen Galerie aus. Seine Malerei war zunächst figürlich, zeigten Landschaften, dann wurden seine Werke mehr und mehr metaphorisch und abstrakter.
1979 wurde er mit dem Kunstpreis Jan-Cybis-Preis ausgezeichnet. Posthum widmete ihm die Nationale Kunstgalerie Zachęta in Warschau, die ihn schon mehrfach früher gezeigt hatte, eine Einzelausstellung „Landschaft 1953–2005“.

## Ausstellungen (Auswahl)
Einzelausstellungen:
- 2010 Rajmund Ziemski – Landscape 1953–2005, Galeria Zachęta, Warschau

Gruppenausstellungen:
- 1959 3. Ausstellung Moderner Kunst, Warschau
- 1959 1. Biennale von Paris